# Немиринецька сільська рада (Ружинський район)
Немиринецька сільська рада — колишня адміністративно-територіальна одиниця та орган місцевого самоврядування у Білилівському, Ружинському і Попільнянському районах Бердичівської округи, Вінницької й Житомирської областей Української РСР та України з адміністративним центром у с. Немиринці.

## Населені пункти
Сільській раді були підпорядковані населені пункти:
- с. Немиринці
- с. Зелене

## Населення
Відповідно до перепису населення СРСР, станом на 17 грудня 1926 року, чисельність населення ради становила 2 268 осіб, з них, за статтю: чоловіків — 1 071, жінок — 1 197, етнічний склад: українців — 2 110, росіян — 19, євреїв — 62, поляків — 57, чехів — 11, інших — 9. Кількість господарств — 525, з них несільського типу — 66.
Відповідно до результатів перепису населення СРСР, кількість населення ради, станом на 12 січня 1989 року, становила 1 085 осіб.
Станом на 5 грудня 2001 року, відповідно до перепису населення України, кількість мешканців сільської ради становила 859 осіб.

## Склад ради
Рада складалася з 14 депутатів та голови.

### Керівний склад сільської ради
| ПІБ                         | Основні відомості                                                 | Дата обрання | Дата звільнення |
| --------------------------- | ----------------------------------------------------------------- | ------------ | --------------- |
| Жебрівська Ольга Миколаївна | Сільський голова, 1958 року народження, освіта                    | 26.03.2006   | 31.10.2010      |
| Сіротка Володимир Дмитрович | Сільський голова, 1956 року народження, освіта середня спеціальна | 31.10.2010   |                 |

Примітка: таблиця складена за даними джерела

## Історія
Створена 1923 року в с. Немиринці Ширмівської волості Бердичівського повіту Київської губернії. Станом на 17 лютого 1926 року в підпорядкуванні значилися ферма Маріїнська та хутір Шкандротів, які, на 1 жовтня 1941 року, не числилися на обліку населених пунктів.
Станом на 1 вересня 1946 року сільська рада входила до складу Ружинського району Житомирської області, на обліку в раді перебувало с. Неділище.
5 жовтня 1970 року, відповідно до рішення Житомирського облвиконкому № 502 «Про взяття на облік новоутворених поселень та зміни в адміністративному підпорядкуванні деяких населених пунктів області», взято на облік новоутворений населений пункт — с. Зелене.
На 1 січня 1972 року сільська рада входила до складу Ружинського району Житомирської області, на обліку в раді перебували с. Немиринці та селище Зелене.
Виключена з облікових даних 17 липня 2020 року. Територію та населені пункти ради, відповідно до розпорядження Кабінету Міністрів України № 711-р від 12 червня 2020 року «Про визначення адміністративних центрів та затвердження територій територіальних громад Житомирської області», включено до складу Ружинської селищної територіальної громади Бердичівського району Житомирської області.
Входила до складу Білилівського (7.03.1923 р.), Ружинського (27.03.1925 р., 4.01.1965 р.) та Попільнянського (30.12.1962 р.) районів.